# Seznam představitelů Prostějova
Toto je seznam představitelů města Prostějov (nejvyšší představitelé samosprávy tohoto města v různých historických obdobích nesli různé tituly, starosta, předseda MNV nebo MěNV, od roku 2012 primátor).

## Seznam starostů Prostějova v letech 1850–1919
- Ferdinand Abl (1850)
- Antonín Ficker (1850–1854)
- Alois Bartl (1854–1861)
- Ferdinand Abl (1861)
- Konstantin Czerny (1861–1864)
- Johann Zajiček (1864–1867), Ústavní strana
- Florián Novák (1867–1870)
- Johann Zajiček (1870–1892), Ústavní strana
- Karel Vojáček (1892–1898)[2]
- Josef Wait (1898–1902)
- Josef Horák (1902–1914)
- Ondřej Přikryl (1914–1919), Lidová strana na Moravě (mladočeši), Lidová str. pokroková

## Seznam starostů Prostějova v letech 1919–1945
- Stanislav Manhard (1919–1928)
- Vilém Otáhal (1928–1933)
- Jan Sedláček (1933–1935), Čs. národní demokracie
- František Heiter (1935–1937), vládní komisař[3]
- Oldřich John (1937–1939), ČSDSD, NSP
- Jan Sedláček (1939–1940), SNJ
- Herrmann Böse (1940), vládní komisař
- Maxmilián Girth (1940–1944), 1940–1942 vládní komisař, 1942–1944 starosta
- Hans Grabinger (1944–1945)

## Seznam předsedů MNV a MěNV Prostějova v letech 1945–1990
- Oldřich John (1945), ČSSD
- Antonín Mazouch (1945)
- Jan Trávníček (1945–1946)
- Květoslav Krapka (1946–1949)
- Ferdinand Grumlík (1949–1950)
- Vilém Pobuda (1950–1956)
- Josef Šišma (1957–1960)
- Oldřich Štarman (1960–1964)
- Josef Kýr (1964–1971)
- Antonín Tas (1971–1976)
- Miroslav Grepl (1989–1990)

## Seznam starostů Prostějova po roce 1990
- Miroslav Zikmund (1990–1994)[4]
- Jan Šverdík (1994–1998), ODS[5]
- Jan Tesař (1998–2010),[6] ODS
- Miroslav Pišťák (2010–2012),[7] ČSSD

## Seznam primátorů Prostějova po roce 2012
- Miroslav Pišťák (2012–2015), ČSSD
- Alena Rašková (2015–2018), ČSSD
- František Jura (od 2018), ANO